# Ion Ghica
Ion Ghica, född 12 augusti 1817, död 7 maj 1897, var en rumänsk politiker. Han var kusin till Dimitrie Ghica.
Ghica var efter 1848 ledare för det antiryska partiet, och medverkade vid Alexandru Ioan Cuzas såväl val som avsättning. Han var 1866-1867 och 1870-1871 Rumäniens ministerpresident.